# Гай Калвизий Сабин (консул 4 пр.н.е.)
Вижте пояснителната страница за други личности с името Гай Калвизий Сабин.
Гай Калвизий Сабин (на латински: Gaius Calvisius Sabinus) e политик и сенатор на ранната Римска империя.

## Биография
Произлиза от фамилията Калвизии. Вероятно е син на Гай Калвизий Сабин (консул, 39 г. пр.н.е.), близък на Октавиан Август.
През 4 г. пр.н.е. е суфектконсул.
Вероятно е баща на Гай Калвизий Сабин (консул, 26 г.).